# Jean Prodromidès
Jean Prodromidès   (Neuilly-sur-Seine, 3 de juliol de 1927 - 5è districte de París, 17 de març de 2016) va ser un compositor francès.

## Biografia
Va néixer a Neuilly-sur-Seine el 1927 en una família melòmana. El seu pare, d'origen grec, tenia una pianola per la qual es va familiaritzar amb les obres de Beethoven i Wagner. Va ser deixeble de René Leibowitz, que el va introduir en la composició dodecafònica i en sèrie. Juntament amb altres alumnes de Leibowitz, Serge Nigg, Antoine Duhamel i André Casanova, va fer la primera representació de Les explicacions de les Metàfores de Leibowitz, op. 15, a París el 1948.
Prodromidès va compondre per a pel·lícules com Maigret et l'Affaire Saint-Fiacre i Danton. Prodromidés va ser elegit per "l'Académie des Beaux-Arts" el 1990 a l'escó d'Henry Sauguet; Prodromidès també va ser president de l'Acadèmia i de l'Institut de França el 2005.

## Filmografia bàsica
- 1956: Les biens de ce monde
- 1959: Archimède le clochard
- 1960: The Baron of the Locks (a.k.a. Le Baron de l'écluse)
- 1960: Le Voyage en ballon (a.k.a. Stowaway in the Sky)
- 1960: Blood and Roses (a.k.a. Et mourir de plaisir)
- 1967: Pillaged (a.k.a. Mise à sac), dir. Alain Cavalier
- 1983: Danton, dir. Andrzej Wajda

## Discografia
- La partitura completa de Prodromidès, Le Voyage en ballon, ha estat publicada en CD per Disques Cinémusique el 2009.